# شهرستان ژیراردوف
شهرستان ژیراردوف (به لهستانی: Powiat Żyrardów) یک شهرستان در لهستان است که در استان ماسوویان واقع شده‌است. شهرستان ژیراردوف ۵۳۲٫۶۳ کیلومتر مربع مساحت و ۷۴٬۶۶۲ نفر جمعیت دارد.